# Sinatra's Swingin' Session!!!
Sinatra's Swingin' Session!!! è un album del crooner statunitense Frank Sinatra, pubblicato nel 1961 dalla Capitol Records.

## Il disco
Nel periodo in cui fu registrato l'album, Sinatra stava tentando di rescindere il suo contratto con la Capitol per fondare la sua etichetta discografica, la Reprise Records. Il risultato si sente nell'album, che è molto scadente rispetto agli standard di Sinatra. Alcune canzoni, come Should I, My Blue Heaven e You Do Something To Me, sono eccessivamente accelerate, e sembrano sfuggire di mano al cantante. La Capitol sapeva di avere un prodotto negativo, ma fece comunque grande promozione (ecco spiegati i tre punti esclamativi).
L'album fu arrangiato da Nelson Riddle e raggiunse la sesta posizione nella classifica Billboard 200 e nella Official Albums Chart.

## Tracce

### Lato A
1. When You're Smiling – 2:00 - (Fisher, Goodwin, Shay)
2. Blue Moon – 2:51 - (Rodgers, Hart)
3. S'Posin – 1:48 - (Denniker, Razaf)
4. It All Depends on You – 2:02 - (DeSylva, Brown, Henderson
5. It's Only a Paper Moon – 2:19 - (Arlen, Harburg, Rose)
6. My Blue Heaven – 2:03 - (Donaldson, Whiting)

### Lato B
1. Should I? – 1:30 - (Freed, Brown)
2. September in the Rain – 2:58 - (Warren, Dubin)
3. Always – 2:17 - (Berlin)
4. I Can't Believe That You're in Love with Me – 2:25 - (Guskill, McHugh)
5. I Concentrate on You – 2:23 - (Porter)
6. You Do Something to Me – 1:33 - (Porter)

### Brani aggiunti successivamente
1. Sentimental Baby – 2:36 - (Bergman, Keith, Spence
2. Hidden Persuasion – 2:25 - (Churchill)
3. Ol' McDonald – 2:41 - (Tradizionale)